# Politika (ekonomija)
U ekonomiji i gospodarstvu politika se definira kao opća izjava ili suglasnost koja usmjerava razmišljanje i djelovanje managera kod odlučivanja. Time se također postiže da odluke budu unutar određenih granica. Često se riječ politika koristi kod planiranja kao sastavni dio planova.